# Obsessions (film)
Pour les articles homonymes, voir Obsessions.
Pour plus de détails, voir Fiche technique et Distribution.
Obsessions (Flesh and Fantasy) est un film américain réalisé par Julien Duvivier, sorti en 1943.
Il s'agit d'une succession de trois histoires sur trois destins surnaturels, trois histoires d'après Ellis Saint Joseph, Oscar Wilde et László Vadnay. Le lien des trois segments se fait par une conversation sur le rêve et l'occultisme entre deux membres d'un club, dont l'un joué par l'humoriste Robert Benchley. La réalisation de ce film a été portée par le succès du précédent film d'anthologie de Duvivier de 1942, Six Destins (Tales of Manhattan). Il a rapporté 1,8 million de dollars à Universal Pictures.

## Synopsis

### Première histoire
Le cadre est situé à la Nouvelle-Orléans, en Louisiane. Henrietta, pure et amère, aime secrètement Michael, un étudiant en droit. La nuit de mardi gras, un mystérieux inconnu lui offre un masque de beauté blanc qu’elle doit rendre à minuit. Lors de la soirée, Michael tombe amoureux d’Henrietta, mais n’a pas encore vu son visage sous le masque. Henrietta encourage Michael à mener une vie meilleure bien que cela puisse vouloir dire le perdre pour toujours. Henrietta enlève le masque à minuit, découvrant qu'elle est maintenant belle et que son ancienne attitude égoïste était vraiment la cause de sa laideur.

### Deuxième histoire
La deuxième histoire est basée sur la nouvelle Le Crime de Lord Arthur Savile d'Oscar Wilde. Un chiromancien, Septimus Podgers, fait des prédictions étrangement précises lors d’une fête pour les riches et les oisifs. Il dit à l'avocat sceptique, Marshall Tyler, d'éviter un certain croisement de rues sur le chemin du retour. Le chiromancien agit également comme s'il voyait plus dans sa main qu'il n'en disait. Marshall ignore les conseils et se fait presque tirer dessus lors d'une poursuite policière à l'intersection. À la suite de cela, il se rend chez le chiromancien. Sous la pression, celui-ci admet avoir vu que Marshall allait tuer quelqu'un.
La prédiction obsède Marshall, au point qu'il décide qu'il doit tuer quelqu'un, juste pour en finir. Il se retrouve près de tuer deux personnes mais en est incapable. Il rencontre finalement Podgers par hasard sur un pont une nuit et le blâmant pour son problème, il l'étrangle à mort de colère. En essayant de s'échapper, Marshall est renversé par une voiture. L’accident est observé par le grand Paul Gaspar, un artiste funambule, et cela débute sans interruption dans le troisième film.

### Troisième histoire
Le grand artiste Paul Gaspar est hanté par des rêves de chute et, dans chacun de ses rêves tragiques, il y voit une femme, Joan Stanley, qu'il n'a jamais rencontré. Ces rêves ont une incidence sur ses performances alors qu’il recule devant la cascade la plus dangereuse, sautant d’un fil à l’autre. Finalement, il rencontré sa fille de rêve, qui a elle-même de graves problèmes. Paul décide plus tard qu'il ne laissera pas ses mauvais rêves l'affecter et que sa vie lui appartient. Il réussit la cascade, ne sachant pas que la femme dont il est tombé amoureux est sur le point d'être arrêtée.

## Histoire supprimée
Tel que tourné et monté à l’origine, le film débutait par une séquence d’une demi-heure sur un assassin en fuite (Alan Curtis) ayant trouvé refuge chez un fermier (Frank Craven) et sa fille aveugle (Gloria Jean). Cette séquence s'est terminée par une scène de tempête spectaculaire, mise en scène par le réalisateur Duvivier et le photographe Paul Ivano, dans laquelle le tueur enragé court après la jeune aveugle. Les forces de la nature épargnent la fille mais s'abattent sur le tueur. Le public de l'avant-première a fait l'éloge de cette scène, mais Universal l'a enlevée et mise à l'écart. La toute fin de la scène supprimée a survécu dans l'empreinte finale : le corps du tueur lavé par les vagues sur le rivage. Pour remplacer les images manquantes, le studio a relié les trois segments restants à de nouvelles images de l'humoriste Robert Benchley.
Ne voulant pas gaspiller les images, le scénariste Roy Chanslor a été chargé par Universal de produire du matériel supplémentaire et Reginald Le Borg de réaliser quelques nouvelles scènes, de sorte que le segment puisse être diffusé sous forme de long métrage séparé. Le studio a insisté pour « encadrer » des scènes dans lesquelles le réfugié se montre innocent des crimes pour lesquels il a été emprisonné et qui a permis une fin heureuse. Le film achevé est finalement sorti en 1944 sous le nom de Destiny.

## Fiche technique
- Titre : Obsessions
- Titre original : Flesh and Fantasy
- Réalisation : Julien Duvivier
- Scénario : Ernest Pascal, Samuel Hoffenstein et Ellis St. Joseph d'après Ellis St. Joseph, Oscar Wilde, László Vadnay
- Production : Charles Boyer et Julien Duvivier
- Société de production : Universal Pictures
- Photographie : Stanley Cortez et Paul Ivano
- Montage : Arthur Hilton
- Musique : Alexandre Tansman
- Direction artistique : Robert Boyle, John B. Goodman et Richard Riedel
- Décorateur de plateau : Russell A. Gausman et Edward R. Robinson
- Costumes : Vera West et Edith Head
- Pays de production : États-Unis
- Format : Noir et blanc - Son : Mono (Western Electric Recording)
- Genre : Comédie dramatique
- Durée : 94 minutes
- Dates de sortie : 
  - États-Unis : 29 octobre 1943
  - France : 14 août 1946

## Distribution
- Edward G. Robinson (VF : Raymond Rognoni) : Marshall Tyler
- Charles Boyer (VF : René Fleur) : Paul Gaspar
- Barbara Stanwyck : Joan Stanley
- Betty Field : Henrietta
- Robert Cummings : Michael
- Thomas Mitchell : Septimus Podgers
- Charles Winninger : King Lamarr
- Anna Lee : Rowena
- Dame May Whitty : Lady Pamela Hardwick
- C. Aubrey Smith : Dean of Chichester
- Robert Benchley : Doakes
- Edgar Barrier : l'étranger
- David Hoffman : Davis
- Marcel Dalio : le clown

Acteurs non crédités
- Lane Chandler : Satan / Un acrobate
- Joseph Crehan : un détective
- Edward Fielding : Sir Thomas
- Mary Forbes : l'épouse de Sir Thomas
- June Lang : Angela
- Peter Lawford : Pierrot
- Arthur Loft : un détective
- Marjorie Lord : Justine
- Clinton Rosemond : un ancien
- Harry Stubbs : un propriétaire
- Heather Thatcher : Lady Flora